# Neviïm
Els Neviïm (de l'hebreu נְבִיאִים, «Profetes») és la segona de les tres parts en què es divideix la Tanakh (la Bíblia hebrea, paral·lela a l'Antic Testament dels cristians); posterior a la Torà o Pentateuc, i anterior als Ketuvim.

## Divisió dels Neviïm o Profetes
Els primers profetes:
- Llibre de Josuè
- Llibre dels Jutges
- 1 Samuel
- 2 Samuel
- Primer llibre dels Reis
- Segon llibre dels Reis

Els últims profetes:
- Llibre d'Isaïes
- Llibre de Jeremies
- Llibre d'Ezequiel

Els 12 profetes menors:
- Llibre d'Osees
- Llibre de Joel
- Llibre d'Amós
- Llibre d'Abdies
- Llibre de Jonàs
- Llibre de Miquees
- Llibre de Nahum
- Llibre d'Habacuc
- Llibre de Sofonies
- Llibre d'Ageu
- Llibre de Zacaries
- Llibre de Malaquies

## Vegeu
- Bíblia Hebrea
- Torà
- Ketuvim
- David Qimhí